# Хистопатологија
Хистопатологија је област патологије која се бави хистолошким проучавањем оболелог биолошког ткива. Она је важан алат у анатомској патологији и користи се за прецизну дијагнозу канцера и других обољења.

## Припремање узорака ткива
Хистопатолошки преглед ткива отпочиње хируршким захватом, биопсијом или аутопсијом. Ткиво се уклања, и затим смешта у фиксациону средину која стабилизује ткиво како би спречила његово распадање. Најпознатији фиксатив је формалин (10%-ти раствор формалдехида у води).

## Припрема хистолошке анализе
Ткиво се даље припрема коришћењем хистолошких поступака како би касније било прегледано под микроскопом. Укратко, узорци се преносе на касету која је суд пројектован да омогући реагенсима да слободно делују на ткиво које се у њему налази. Ова касета се уноси у бројне купке у којима се налази све концентрованији етанол, како би се извршила дехидратација ткива, након чега следи реакција са толуеном или ксиленом, након чега коначно следи утапање у врео течан парафин (врста воска). Током овог процеса који траје 12 до 16 часова, парафин ће заменити воду у ткиву, претварајући меко, влажно ткиво у узорак који представља мешавину са парафином. Овај процес је познат као обрада ткива.
Обрађено ткиво се потом вади из касете и поставља у калуп. Кроз овај процес умештања, додају се нове количине парафина како би се створио парафински блок који облаже спољашњост касете.
Процес умештања омогућава потоње сецирање ткива на врло танке (2 - 7 микрометара) филмове коришћењем микротома. Микротомом се сецира ткиво које је потом спремно за микроскопску анализу. Филмови су тањи од ћелије просечне величине и постављени су на стаклене плочице ради бојења.
Да би се ткиво посматрало под микроскопом пресеци се боје помоћу једног или више пигмената. Циљ бојења је истицање компоненти ћелије, ради чега се користи контрастно бојење како би различите компоненте максимално дошле до изражаја при микроскопском прегледу.
Најчешће коришћена боја у хистопатологији јесте комбинација хематоксилина и еозина. Хематоксилин се користи за бојење једара ћелија плавом бојом, док се еозином боји цитоплазма матрикс ванћелијског везивног ткива у ружичасту боју. Постоје и стотине других техника које се користе за селективно бојење ћелија. Други састојци који се користе у бојењу су сафранин, уљано црвена, конго црвена, соли сребра и вештачке боје.
Хистохемија је назив који се односи на област науке у којој се користе хемијске реакције између лабораторијских хемијских једињења и компоненти унутар ткива. Уобичајено спроведена хистохемијска техника јесте Перлс Пруско Плава реакција, која се користи у демонстрацији талога гвожђа код обољења какво је хемохроматоза.
Однедавно се користе и антитела у поступку бојења специфичних протеина, липида и угљених хидрата: ова техника се зове имунохистохемија. Ова техника је увелико повећала способност специфичности идентификације категорија ћелија под микроскопом. Још једна напредна техника је in situ хибридизација која се користи у идентификацији специфичних молекула ДНК или РНК.
Дигитални фото-апарати се све више употребљавају са циљем бележења хистопатолошких снимака.

## Интерпретација
Хистопатолошки снимци се прегледају под микроскопом од стране патолога, медицински квалификованог стручњака. Дијагноза се формулише у облику патолошког извештаја који описује хистолошке проналаске и мишљење патолога. У случају канцера, њиме се презентује дијагноза ткива незаобилазну у већини протокола лечења.